# Catinona
La catinona (β-Cetoanfetamina) es un alcaloide monoaminico encontrado en el arbusto Catha edulis (khat, qat o cat). Esta estrechamente relacionada con la efedrina, la catina y otras anfetaminas y es probablemente el principal contribuyente al efecto estimulante de la Catha edulis. A nivel internacional, la catinona está bajo fiscalización bajo el Convenio sobre Sustancias Psicotrópicas.

## Química
La catinona difiere de muchas otras anfetaminas en que su estructura es una cetona. Otras anfetaminas que comparten esta estructura incluyen el antidepresivo bupropión y la metcatinona, entre otros.

## Efectos farmacológicos
La catinona es un estimulante que produce sensación de euforia.

## Metabolismo
Masticar hojas de khat libera la catinona. Cuando la catinona se descompone en el cuerpo, produce productos químicos, incluyendo catina y norefedrina, que tienen una estructura similar a la anfetamina y adrenalina (epinefrina). El consumo de khat habitual está asociada con un aumento de la presión sanguínea arterial y frecuencia del pulso, lo que corresponde con los niveles de catinona en el plasma.Los masticadores regulares khat tienen dientes flojos y gingivitis, pero no parece haber ninguna incidencia convincente inusual de cáncer oral.

## Farmacocinética
Se ha demostrado que la S-(-)-catinona es metabolizada estereoselectivamente a R,S-(-)-norefedrina. Dado que las hojas de khat también contienen este último compuesto, su concentración en plasma pueden resultar de una combinación de norefedrina absorbida y el producto del metabolismo de la catinona.
En un estudio cuatro voluntarios masticaron hojas de khat en una cantidad equivalente a una cuarta parte de la utilizada en una sesión de khat típico. La farmacocinética de los alcaloides del khat en los seres humanos explican por qué la masticación es la forma preferida de la ingesta de khat. Los sujetos absorbieron una dosis media de 45 mg de catinona sin sufrir ninguna reacción adversa grave.

## Efectos adversos
Los datos de 34 pacientes consecutivos, con edades 16-54 años fueron analizados. La cantidad consumida fue de 6 cápsulas (por ingestión 32, y por inhalación 2). Las principales manifestaciones clínicas fueron dolor de cabeza, vómitos, hipertensión, náuseas, taquicardia, disnea, dolor torácico, y mialgia. Las principales complicaciones fueron la isquemia miocárdica (3), edema pulmonar (2), y hemorragia intracerebral (1), todo en pacientes jóvenes. El tratamiento fue de apoyo, un paciente fue sometido a neurocirugía. La exposición a catinona sintetizada ilícitamente se asoció con toxicidad grave cardiovascular y neurológica, incluso en sujetos jóvenes.

## Venta ilegal
El Hagigat, un producto ilegal de cápsulas con 200 mg de catinona, se ha comercializado en Tel-Aviv, Israel, como un estimulante natural y afrodisíaco. Se encuentra en pequeños comercios semifijos y quioscos con un precio de venta rondando los 11 dólares por cápsula.

## Información adicional
La catinona, es similar a la dextroanfetamina y se puede fabricar en un laboratorio. Los voluntarios que toman catinona muestran una mayor presión arterial e incremento en el pulso, sintiéndose con mayor vitalidad, y tienen, además, un estado de ánimo alegre. Los científicos creen que la sustancia tiene propiedades analgésicas cuando se administra a las ratas. Los experimentos en animales indican que el fármaco posee un 50% o más de la fuerza de la anfetamina. La cafeína tiene un efecto multiplicador, aumenta el efecto de una dosis de catinona. Los experimentos con animales no encuentran cualidades afrodisíacas en la catinona pero resulta que disminuye los niveles de testosterona y daña los espermatozoides y los testículos. En comparación con el producto natural proveniente del khat, el fármaco puro de laboratorio posee un potencial mucho más dañino. La gente puede masticar fajos de khat durante horas y no conseguir más que efectos suaves, pero una persona que utilice el producto farmacéutico con catinona puede experimentar una dosis mucho más potente en un instante.